# Chrystaniwka
Chrystaniwka (ukr. Христанівка) – wieś na Ukrainie, w obwodzie połtawskim, w rejonie mirhorodzkim, w hromadzie Łochwycia. W 2001 liczyła 164 mieszkańców.